# Bertram C. Granger
Bertram Cecil Granger (* 31. März 1892 in Rawlins, Wyoming; † 28. Oktober 1967 in Los Angeles, Kalifornien) war ein US-amerikanischer Künstler, Artdirector und Szenenbildner, der zweimal für den Oscar für das beste Szenenbild nominiert war.

## Leben
Granger begann seine Laufbahn als Szenenbildner in der Filmwirtschaft Hollywoods bei der 1935 bei der von Elliott Nugent inszenierten Filmkomödie College Scandal mit Arline Judge, Kent Taylor und Wendy Barrie in den Hauptrollen. In der Folgezeit arbeitete er bis 1962 an der szenischen Ausstattung von siebzig weiteren Filmen mit.
Bei der Oscarverleihung 1944 war Granger gleich zweimal für den Oscar für das beste Szenenbild nominiert: Zum einen zusammen mit Hans Dreier und Haldane Douglas für das Szenenbild in dem Farbfilm Wem die Stunde schlägt (For Whom the Bell Tolls, 1943). In dieser Verfilmung des gleichnamigen Romans von Ernest Hemingway waren Gary Cooper, Ingrid Bergman und Katina Paxinou unter der Regie von Sam Wood in den Hauptrollen zu sehen. Zum anderen mit Hans Dreier und Ernst Fegté für das Szenenbild in dem Schwarzweißfilm Fünf Gräber bis Kairo (Five Graves to Cairo, 1943), einem von Billy Wilder inszenierten Kriegsfilm mit Franchot Tone, Anne Baxter und Erich von Stroheim.

## Filmografie (Auswahl)
- 1935: College Scandal
- 1943: Fünf Gräber bis Kairo (Five Graves to Cairo)
- 1943: Wem die Stunde schlägt (For Whom the Bell Tolls)
- 1944: Frau ohne Gewissen (Double Indemnity)
- 1944: Ministerium der Angst (Ministry of Fear)
- 1945: Das verlorene Wochenende (The Lost Weekend)
- 1946: In Ketten um Kap Horn (Two Years Before the Mast)
- 1948: Schmuggler von Saigon (Saigon)
- 1948: Du lebst noch 105 Minuten (Sorry, Wrong Number)
- 1948: Der Todesverächter (Whispering Smith)
- 1948: Sein Engel mit den zwei Pistolen (The Paleface)
- 1949: Blutige Diamanten (Rope of Sand)
- 1949: Ritter Hank, der Schrecken der Tafelrunde (A Connecticut Yankee in King Arthur's Court)
- 1949: Die Todesreiter von Laredo (Streets of Laredo)
- 1949: Der besiegte Geizhals (Sorrowful Jones)
- 1950: Strafsache Thelma Jordon (The File on Thelma Jordon)
- 1950: Die Farm der Besessenen (The Furies)
- 1950: Inspektor Goddard (Appointment with Danger)
- 1951: Der Revolvermann (The Redhead and the Cowboy)
- 1951: In Rache vereint (The Great Missouri Raid)
- 1951: Der Prügelknabe (The Stooge)
- 1951: Die silberne Stadt (Silver City)
- 1952: Die roten Teufel von Arizona (Flaming Feather)
- 1952: Die Stadt der tausend Gefahren (The Atomic City)
- 1952: Die Geliebte des Korsaren (Caribbean)
- 1952: Herrin der Gesetzlosen (Hurricane Smith)
- 1952: Terror am Rio Grande (Denver and Rio Grande)
- 1953: Die Bestie der Wildnis (Arrowhead)
- 1953: Flug nach Tanger (Flight to Tangier)
- 1956: Zug der Furchtlosen (Westward Ho the Wagons!)
- 1957: Hölle der tausend Martern (Run of the Arrow)
- 1957: Sirene in Blond (Will Success Spoil Rock Hunter?)
- 1957: Glut unter der Asche (Peyton Place)
- 1959: Ein Schuß und 50 Tote (Alias Jesse James)
- 1962: Lawman (Fernsehserie)